# 澤利維揚卡河

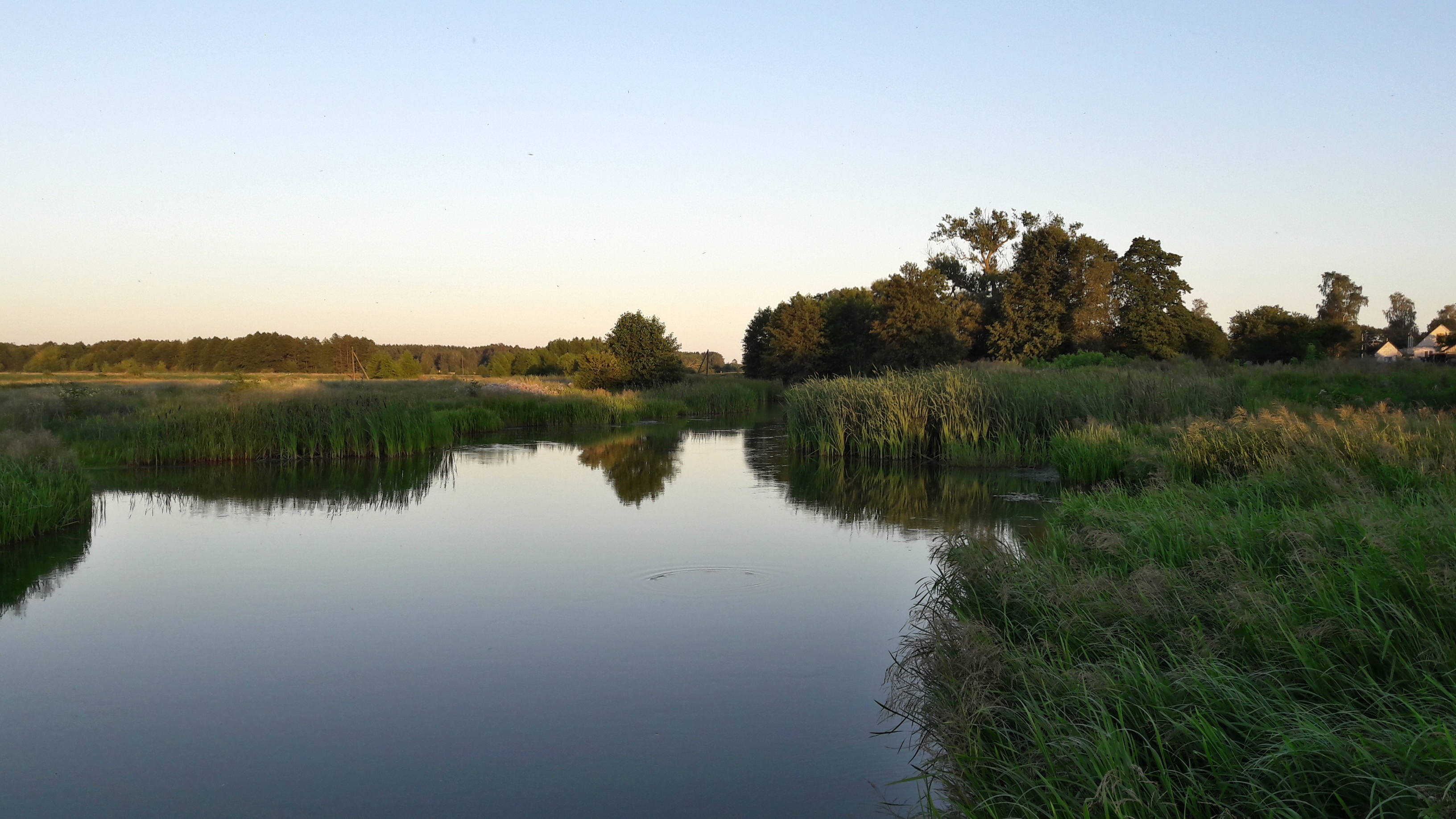
澤利維揚卡河

澤利維揚卡河（白俄羅斯語：Зэльвянка）是白俄羅斯的河流，屬於尼曼河的左支流，由布列斯特州和格羅德諾州負責管轄，河道全長170公里，流域面積1,940平方公里，河口流量約每秒11立方米。